# John Hung Shan-chuan
John Hung Shan-chuan (洪山川S; Isole Penghu, 20 novembre 1943) è un arcivescovo cattolico taiwanese, dal 23 maggio 2020 arcivescovo emerito di Taipei.

## Biografia
John Hung Shan-chuan è nato nelle Isole Penghu il 20 novembre 1943.

### Formazione e ministero sacerdotale
Nel 1967 è entrato nel noviziato della Società del Verbo Divino nelle Filippine e ha studiato filosofia e teologia.
Nel 1973 ha emesso la professione solenne e il 23 giugno dello stesso anno è stato ordinato presbitero a Tagaitay, nelle Filippine. In seguito è stato parroco a Chuchi e di Chiayi dal 1975 al 1977; insegnante di inglese e membro dello staff della Fu Jen School di Chiayi dal 1977 al 1979 e segretario delle commissioni per l'evangelizzazione e per i laici della Conferenza episcopale e assistente nazionale dei Giovani lavoratori cristiani dal 1979 al 1981. Nel 1981 è stato inviato a Washington per studi. Ha conseguito un Master of Arts in orientamento e consulenza e nel 1986 ha conseguito il dottorato di ricerca in educazione all'Università Cattolica d'America a Washington. In seguito è stato professore associato e decano del Centro cattolico dell'Università Fu Jen dal 1986 al 1987; decano per gli affari studenteschi dello stesso ateneo, assistente nazionale per i carcerati e assistente per i ministeri laicali dell'arcidiocesi di Taipei dal 1987 al 1991; direttore della Fu Jen Catholic School di Chiayi e professore assistente presso l'Università Cattolica di Taipei dal 1992 e direttore del Pontificia opera per la propagazione della fede dal 2005 al 2007.
Per tre mandati è stato membro del consiglio provinciale dei verbiti e per un mandato è stato vice-provinciale.

### Ministero episcopale
Il 16 gennaio 2006 papa Benedetto XVI lo ha nominato primo vescovo di Kiayi. Ha ricevuto l'ordinazione episcopale il 28 febbraio successivo a Chiayi dal cardinale Paul Shan Kuo-hsi, vescovo emerito di Kaohsiung, co-consacranti l'arcivescovo metropolita di Taipei Joseph Cheng Tsai-fa e il vescovo di Kiayi Peter Liu Cheng-chung.
Il 9 novembre 2007 lo stesso papa Benedetto XVI lo ha nominato arcivescovo metropolita di Taipei.
Dal 27 novembre 2007 al 1º luglio 2020 è stato presidente della Conferenza Episcopale Regionale Cinese. Dal 1º gennaio 2007 è direttore dell'ufficio per l'educazione e la formazione della fede.
Nel dicembre del 2008 e nel maggio del 2018 ha compiuto la visita ad limina.
Il 23 maggio 2020 papa Francesco ha accolto la sua rinuncia al governo pastorale dell'arcidiocesi di Taipei per raggiunti limiti d'età.

## Genealogia episcopale
La genealogia episcopale è:
- Cardinale Scipione Rebiba
- Cardinale Giulio Antonio Santori
- Cardinale Girolamo Bernerio, O.P.
- Arcivescovo Galeazzo Sanvitale
- Cardinale Ludovico Ludovisi
- Cardinale Luigi Caetani
- Cardinale Ulderico Carpegna
- Cardinale Paluzzo Paluzzi Altieri degli Albertoni
- Papa Benedetto XIII
- Papa Benedetto XIV
- Papa Clemente XIII
- Cardinale Marcantonio Colonna
- Cardinale Giacinto Sigismondo Gerdil, B.
- Cardinale Giulio Maria della Somaglia
- Cardinale Carlo Odescalchi, S.I.
- Cardinale Costantino Patrizi Naro
- Cardinale Serafino Vannutelli
- Cardinale Domenico Serafini, Cong. Subl. O.S.B.
- Cardinale Pietro Fumasoni Biondi
- Arcivescovo Mario Zanin
- Cardinale Paul Yü Pin
- Arcivescovo Matthew Kia Yen-wen
- Cardinale Paul Shan Kuo-hsi, S.I.
- Arcivescovo John Hung Shan-chuan, S.V.D.